# Motor Mille
Motor Mille er en fiktiv figur i DR Ramasjangs børneunivers. Rollen spilles af Mille Gori, og handler om Motor Mille, der tager rundt og prøver forskellige maskiner som mejetærskere, gravemaskiner og helikoptere.
Figuren opstod i Cirkus Summarum i 2012.
Hun er iført smækbukser eller kedeldragt og motorbriller og har fletninger. Hun kører i en mørkegrøn MGB.
Ifølge den fiktive biografi for Motor Mille, så er hun vokset op på en gård, hendes bedstefar var racerkører og hendes bedstemor spillede rockguitar.
I november 2022 modtog Motor Mille prisen som Årets børnekulturpersonlighed ved Børn i Byen-prisen.
Motor Mille medvirker i en række programmer på DR Ramasjang:
- Motor Mille og Børnebanden (2015)
- Motor Mille på Cirkustur (2017)
- Motor Mille på Maskintur (2017)
- Motor Mille og Uniformerne (2018)
- Ramasjang yoga med Motor Mille
- Sange med Motor Mille